# Mecsek
Le Mecsek (hongrois : Mecsek [ˈmɛtʃɛk] ; allemand : Metscheck ; croate : Meček ; serbe : Мечек) est un massif collinéen situé au nord de Pécs dans les collines de Transdanubie. Son point culminant est le Zengő (682 m).

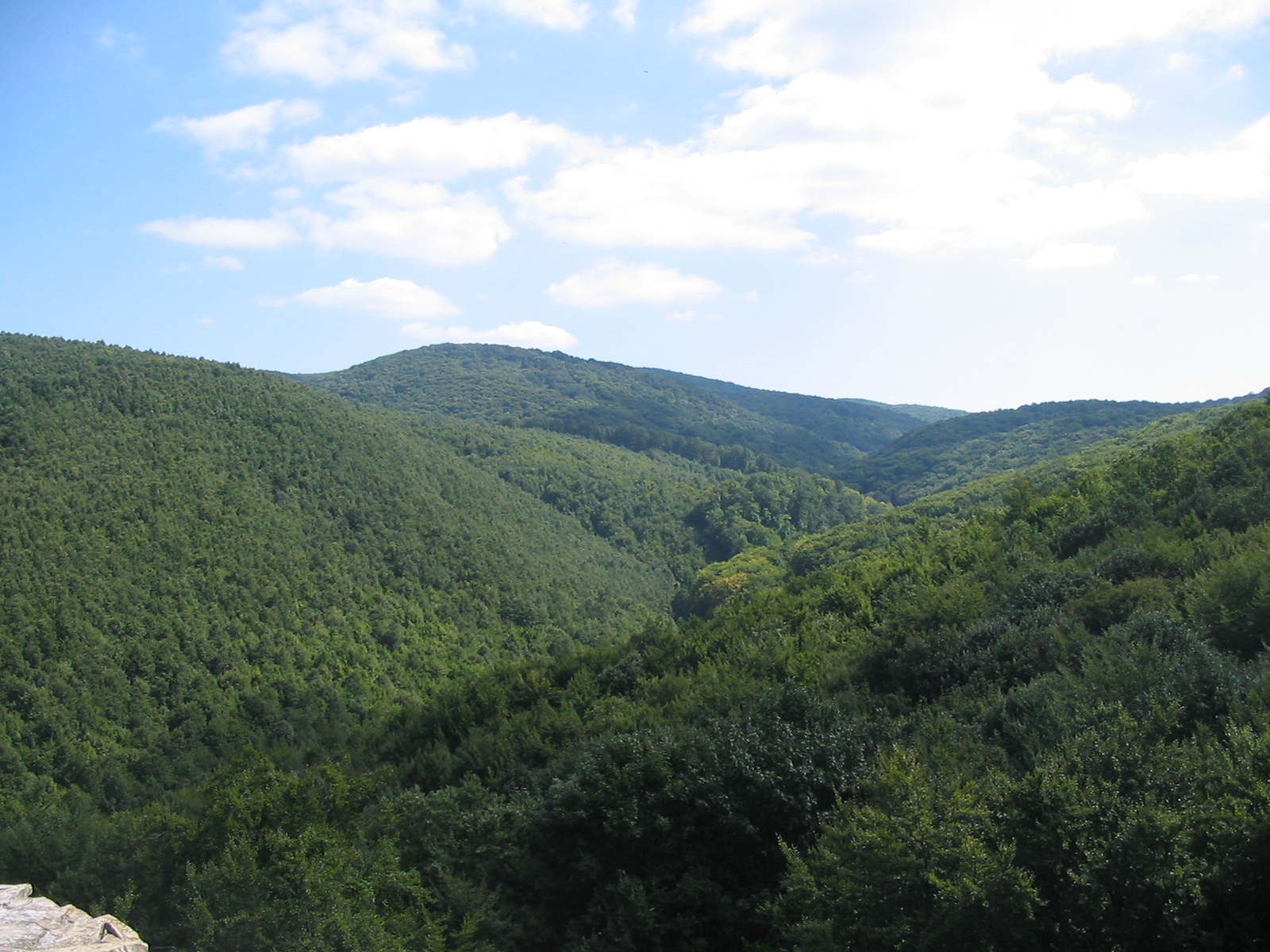
Paysage du Mecsek.